# Y̆
Y̆ (minuskule y̆) je speciální písmeno latinky. Nazývá se Y s obloučkem. V současnosti se již nepoužívá v žádném jazyce, ale do roku 1938 se používalo v přepisu jazyka mokša, kde byl za něj přepisován v současnosti již nepoužívaný znak Ы̆. V Unicode je majuskulní tvar sekvence <U+0059, U+0306> a minuskulní <U+0079, U+0306>.